# Liga del Fútbol Profesional Boliviano 1977
La Liga del Fútbol Profesional Boliviano 1977 è stata la 1ª edizione della massima serie calcistica della Bolivia, ed è stata vinta dal The Strongest. Dopo lo scioglimento della Copa Simón Bolívar, nel 1977 venne disputato il primo campionato nazionale professionistico.

## Formula
Il campionato è diviso in due fasi: dalla prima passano 10 delle 16 squadre del torneo. La seconda seleziona le quattro che si disputano la vittoria finale in un quadrangolare.

## Prima fase

### Serie A
| Pos. | Squadra           | Pt | G  | V | N | P  | GF | GS | DR  |
| ---- | ----------------- | -- | -- | - | - | -- | -- | -- | --- |
| 1.   | Oriente Petrolero | 18 | 14 | 8 | 2 | 4  | 28 | 20 | +8  |
| 2.   | Bolívar           | 17 | 14 | 7 | 3 | 4  | 34 | 14 | +20 |
| 3.   | Always Ready      | 15 | 14 | 5 | 5 | 4  | 22 | 17 | +5  |
| 3.   | Guabirá           | 15 | 14 | 5 | 5 | 4  | 29 | 25 | +4  |
| 3.   | Deportivo Bata    | 15 | 14 | 6 | 3 | 5  | 19 | 17 | +2  |
| 6.   | Aurora            | 14 | 14 | 5 | 4 | 5  | 19 | 23 | -4  |
| 6.   | Ind. Unificada    | 14 | 14 | 6 | 2 | 6  | 20 | 25 | -5  |
| 8.   | Stormer's         | 4  | 14 | 0 | 4 | 10 | 13 | 41 | -28 |

### Serie B
| Pos. | Squadra             | Pt | G  | V  | N | P  | GF | GS | DR  |
| ---- | ------------------- | -- | -- | -- | - | -- | -- | -- | --- |
| 1.   | The Strongest       | 22 | 14 | 10 | 2 | 2  | 38 | 16 | +22 |
| 1.   | Petrolero           | 22 | 14 | 9  | 4 | 1  | 39 | 19 | +20 |
| 3.   | Blooming            | 16 | 14 | 7  | 2 | 5  | 33 | 27 | +6  |
| 3.   | Wilstermann         | 16 | 14 | 6  | 4 | 4  | 29 | 25 | +4  |
| 5.   | San José            | 15 | 14 | 6  | 3 | 5  | 33 | 24 | +9  |
| 6.   | Deportivo Municipal | 12 | 14 | 5  | 2 | 7  | 26 | 31 | -5  |
| 7.   | 20 de Agosto        | 5  | 14 | 2  | 1 | 11 | 22 | 55 | -33 |
| 8.   | Real Santa Cruz     | 4  | 14 | 1  | 2 | 11 | 15 | 37 | -22 |

## Seconda fase

### Serie A
| Pos. | Squadra       | Pt | G | V | N | P | GF | GS | DR  |
| ---- | ------------- | -- | - | - | - | - | -- | -- | --- |
| 1.   | Bolívar       | 11 | 8 | 5 | 1 | 2 | 17 | 13 | +4  |
| 2.   | The Strongest | 9  | 8 | 4 | 1 | 3 | 15 | 10 | +5  |
| 2.   | Blooming      | 9  | 8 | 4 | 1 | 3 | 16 | 12 | +4  |
| 2.   | San José      | 9  | 8 | 4 | 1 | 3 | 15 | 16 | -1  |
| 5.   | Guabirá       | 2  | 8 | 1 | 0 | 7 | 7  | 19 | -12 |

#### Spareggio
| Pos. | Squadra       | Pt | G | V | N | P | GF | GS | DR |
| ---- | ------------- | -- | - | - | - | - | -- | -- | -- |
| 1.   | The Strongest | 4  | 2 | 2 | 0 | 0 | 7  | 1  | +6 |
| 2.   | San José      | 1  | 2 | 0 | 1 | 1 | 3  | 5  | -2 |
| 2.   | Blooming      | 1  | 2 | 0 | 1 | 1 | 2  | 6  | -4 |

### Serie B
| Pos. | Squadra           | Pt | G | V | N | P | GF | GS | DR |
| ---- | ----------------- | -- | - | - | - | - | -- | -- | -- |
| 1.   | Oriente Petrolero | 11 | 8 | 4 | 3 | 1 | 11 | 6  | +5 |
| 2.   | Wilstermann       | 10 | 8 | 4 | 2 | 2 | 14 | 10 | +4 |
| 3.   | Always Ready      | 8  | 8 | 3 | 2 | 3 | 13 | 17 | -4 |
| 4.   | Petrolero         | 6  | 8 | 1 | 4 | 3 | 8  | 10 | -2 |
| 5.   | Deportivo Bata    | 5  | 8 | 2 | 1 | 5 | 11 | 14 | -3 |

## Terza fase
| Pos. | Squadra           | Pt | G | V | N | P | GF | GS | DR |
| ---- | ----------------- | -- | - | - | - | - | -- | -- | -- |
| 1.   | Oriente Petrolero | 8  | 6 | 4 | 0 | 2 | 13 | 9  | +4 |
| 1.   | The Strongest     | 8  | 6 | 4 | 0 | 2 | 12 | 10 | +2 |
| 3.   | Wilstermann       | 4  | 6 | 2 | 0 | 4 | 9  | 16 | -7 |
| 3.   | Bolívar           | 4  | 6 | 2 | 0 | 4 | 10 | 9  | +1 |

### Finale
| Arbitro: | Vargas |

|                                |            |             |
| Peña 35’ Messa 41’ Bastida 78’ | Marcatori  | 29’ Saucedo |
| Valda                          | Allenatori | Maldonado   |

## Verdetti
- The Strongest campione nazionale
- The Strongest e Oriente Petrolero in Coppa Libertadores 1978

## Classifica marcatori
| Gol |  |  | Giocatore         | Squadra       |
| --- |  |  | ----------------- | ------------- |
| 28  |  |  | Jesús Reynaldo    | Bolívar       |
| 17  |  |  | Ovidio Messa      | The Strongest |
| 14  |  |  | Joacyr            | Petrolero     |
| 14  |  |  | Daniel Castro     | Blooming      |
| 13  |  |  | Hercílio da Costa | Wilstermann   |
| 13  |  |  | Jorge Latini      | The Strongest |
| 13  |  |  | Fernando Bastida  | The Strongest |
| 12  |  |  | Ramón Pedacchia   | San José      |
| 11  |  |  | Vanderlei         | Wilstermann   |
| 11  |  |  | Edgar Murillo     | San José      |